# Лян (единица измерения)

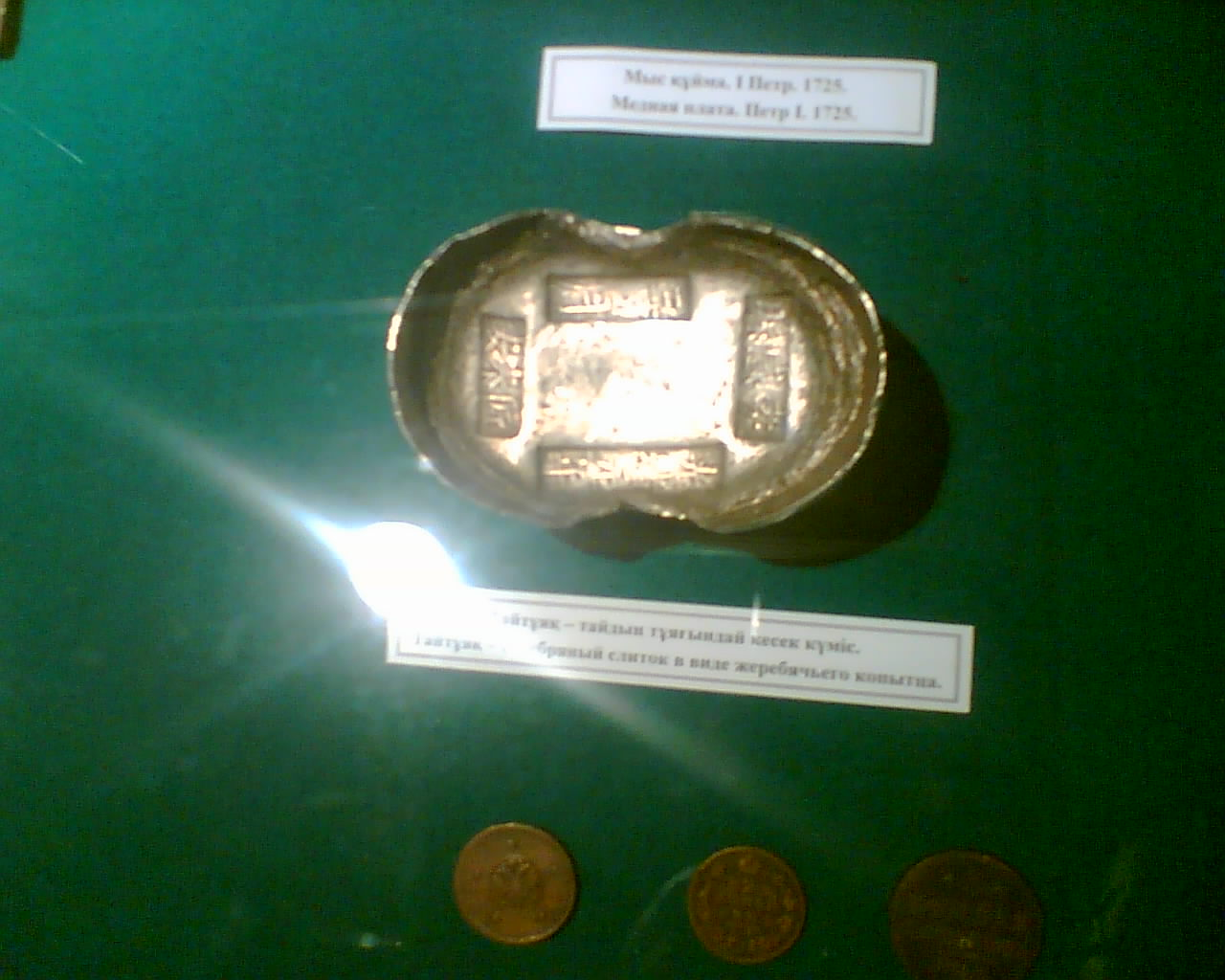
Китайский серебряный лян (两) в виде слитка в форме копыта, с печатями, использовавшийся в Центральной Азии

Лян (кит. трад. 兩, упр. 两, пиньинь liǎng, палл. лян) — мера веса, а также денежная единица в Юго-Восточной Азии. Возникла в Китае, появилась не позднее династии Хань. Затем распространилась в Японию, Корею, Вьетнам и другие страны. Вес в разные эпохи отличался. Европейцами часто называлась «таэлем».
Серебряные слитки (ямбы), вес которых измерялся в лянах, служили валютой.
Согласно современным исследованиям, стоимость одного ляна в перерасчете на современный юань (жэньминьби) составляла: в начале эпохи Тан один серебряный лян — 4130 юаней, в конце эпохи Тан — 2150 юаней; в середине эпохи Мин — 660,8 юаней.
Как мера веса, лян используется до сих пор. На территории континентального Китая рыночный лян равен 50 граммам или одной десятой рыночного цзиня. В Гонконге — 37,79 грамма или 1/16 от цзиня. Тайваньский лян равен 37,5 грамма или 1/16 от тайваньского цзиня.